# 22 Pułk Piechoty Armii Krajowej
22 Pułk Piechoty AK – oddział wojskowy piechoty Armii Krajowej utworzony w ramach Akcji „Burza” w lipcu i sierpniu 1944. Po walkach z Niemcami, większość oddziałów pułku została rozbrojona, zaś żołnierze aresztowani przez oddziały Armii Czerwonej.

## Historia pułku
W planie Odtwarzania Sił Zbrojnych (OSZ) w ramach Podokręgu Wschodniego AK w Obszarze Warszawskim AK przewidziano odtworzenie struktur 22 Pułku Piechoty. Pułk miał wejść w skład 9 Podlaskiej Dywizji Piechoty AK odtwarzanej w Okręgu Lublin.
Zgodnie z planem odtwarzania dowódcą pułku miał być mjr Marian Zawarczyński „Ziemowit”; Dwa bataliony wystawiał Inspektorat Siedlce. Pierwszy batalion organizowany byłby w ramach Obwodu Siedlce, zaś na dowódcę przewidziano mjr. Mariana Zawarczyńskiego „Ziemowit”. Drugi batalion wystawiał Obwód Sokołów Podlaski, zaś na dowódcę przewidziano mjra Jerzego Sasina ps. „Kropka”. Trzeci batalion wystawiał Obwód Mińsk Mazowiecki Armii Krajowej, na którego dowódcę przewidziano por. Ludwika Wolańskiego „Lubicz”.
W ramach Akcji „Burza” w Obszarze Warszawskim AK przewidziano następujące zadania:
- I batalion (2 kompanie strzeleckie) - dowódca mjr Zawarczyński „Ziemowit”; Jedna kompania (3 plutony) miała działać na osi Międzyrzec Podlaski – Siedlce. Druga kompania (3 plutony) na osi Konstantynów – Łosice – Siedlce. Batalion liczył 856 żołnierzy (21 oficerów, 31 podoficerów i 813 szeregowych) dysponując 8 ckm, 15 rkm, 320 kb, 75 pm, 115 pistoletami, 2 kp przeciwpancernymi, 1 granatnikiem i 295 granatami.
- II batalion (2 kompanie strzeleckie) – dowodzony przez mjra Jerzego Sasina „Kopka”; Jedna kompania (2 plutony) miała działać od przeprawy na Bugu na zachód od Drohiczyna po Sokołów Podlaski. Druga kompania (2 plutony) od przeprawy na Bugu na południe od Nuru do Sokołowa Podlaskiego. Batalion liczył 748 żołnierzy (17 oficerów, 28 podoficerów, 703 żołnierzy), uzbrojonych w 5 ckm, 12 rkm, 245 kb, 82 pm, 130 pistoletów, 1 kb przeciwpancerny i 254 granaty.
- III batalion (2 kompanie strzeleckie i pluton) dowodzony przez por. Ludwika Wolańskiego „Lubicz”. Pierwsza kompania (spieszony szwadron 7 Pułku Ułanów Lubelskich – 3 plutony) pod dowództwem rtm K. Chodkiewicza na osi Siedlce – Mińsk Mazowiecki, druga kompania (2 plutony) na osi Stoczek Łukowski - Mińsk Mazowiecki, pluton Kedywu na osi Stanisławów Okuniew. Batalion liczył 951 żołnierzy (19 oficerów, 27 podoficerów, 905 żołnierzy), uzbrojonych w 11 ckm, 17 rkm, 432 kb, 108 pm, 184 pistolety, 3 kb przeciwpancerne, 2 granatniki i 190 granatów[2].

## Działania w ramach Akcji Burza
W obwodzie Siedlce (1 Batalion) przygotowania do „Burzy” zaczęły się 20 lipca. 24 lipca oddziałom dywersyjnym batalionu udało się rozminować i obsadzić obiekty na terenie Siedlec. 24 lipca na przedpola miasta dotarły oddziały 2 Samodzielnego Korpusu Kawalerii Gwardii 1 Frontu Białoruskiego. Obrona niemiecka zatrzymała oddziały Armii Czerwonej, która zaczęła oblężenie. 26 lipca Niemcy próbowali odbić z rąk AK elektrownię miejską. Natarcie zostało odparte. 30 lipca do miasta wdarło się 11 czołgów radzieckich, nawiązując łączność z oddziałami AK. Walki toczyły się również pod Siedlcami m.in. na szosie Siedlce-Mordy, oraz w miejscowości Wyczółki. 30 lipca teren obwodu był wolny od Niemców. Żołnierze AK z Siedlec oraz duża część żołnierzy obwodu zostali aresztowani przez oddziały Armii Czerwonej. 
W obwodzie Sokołów Podlaski (2 batalion) koncentracja rozpoczęła się 24 lipca 1944. 28 lipca oddziały rozpoczęły walki z Niemcami. 6 sierpnia oddziały zostały rozwiązane, zaś część żołnierzy została aresztowana przez Armię Czerwoną.
W obwodzie Mińsk Mazowiecki (3 batalion) działania rozpoczęły się w nocy 25/26 lipca wysadzeniem pociągu pod Mińskiem Mazowieckim. W obwodzie kompanie batalionu działały samodzielnie. Kompania por. Pajdziewicza ps. „Roman” atakowała wycofujące się oddziały w rejonie Cegłowa, Mrozów i Kałuszyna. W nocy 27/29 lipca opanowała stację kolejową w Cegłowie, oraz atakowała gmach szkoły zajęty przez Niemców. 28 lipca oddziały zaatakowały i zdobyły miejscowość Mrozy przed wejściem oddziałów Armii Czerwonej. Kompania (szwadron 7 pułku ułanów), 30 lipca stoczyła bój z oddziałem niemieckim pod Mienią, w trakcie której Niemcy użyli lotnictwa.
30 lipca Niemcy wycofali się z Mińska Mazowieckiego. Natychmiast po opuszczeniu przez Niemców, weszły oddziały AK.  W godzinach popołudniowych odbyła się defilada 3 Batalionu. Po wejściu do miasta Armii Czerwonej w dniu 31 sierpnia i uzgodnienia stacjonowania oddziałów AK, zostały one 7 i 8 sierpnia rozbrojone zaś żołnierze aresztowani i wywiezieni do Lublina. Aresztowano również sztab Podokręgu wschodniego z płk. Hieronimem Suszczyńskim „Szeliga”. Duża część aresztowanych została wywieziona do obozów w ZSRR.